# Pachygnatha procincta
Pachygnatha procincta är en spindelart som beskrevs av Robert Bosmans och Jan Bosselaers 1994. Pachygnatha procincta ingår i släktet Pachygnatha och familjen käkspindlar. Inga underarter finns listade i Catalogue of Life.